# Mathieu Cantacuzène
Pour les articles homonymes, voir Cantacuzène.
Mathieu Cantacuzène (grec : Ματθαίος Καντακουζηνός), né vers 1325, et mort entre 1383 et 1391, est un co-empereur byzantin, fils de Jean VI Cantacuzène et d'Irène Asanina, associé à son père de 1353 à 1357, puis devient despote de Morée de 1380 à 1383.

## Biographie
En 1346, au cours de la guerre civile, son père lui confie le gouvernement militaire de la Thrace.
En 1347, lorsque son père devient empereur, il se constitue une principauté à Andrinople tout en s'impatientant de ne pouvoir prendre le pas sur Jean V Paléologue afin de pouvoir, un jour, succéder à son père.
Après la tentative de Jean V Paléologue de reprendre le pouvoir en 1352, Mathieu est associé au trône impérial par son père en avril 1353. Il est alors couronné co-empereur, en l'église des Blachernes, en février 1354. Ce couronnement apparaît, aux yeux des Byzantins, comme le transfert du pouvoir héréditaire entre les mains de la famille Cantacuzène.
Après l'abdication de son père en décembre 1354, il se maintient au pouvoir, mais il est capturé par les Serbes à Philippes et est ensuite livré à Jean V. Il est enfermé, avec sa femme et ses enfants, dans les îles de Ténédos puis de Lesbos.
En décembre 1357, il abdique son titre impérial au cours d'une cérémonie qui se déroule à Eibatai, sur la mer de Marmara. Il se retire ensuite auprès de son frère Manuel, despote de Mistra, à qui il succède, en 1380. En 1383, il se retire dans un monastère où il compose des ouvrages religieux et philosophiques.

## Union et postérité
Mathieu Cantacuzène se marie en 1341 avec Irène Paléologue (1327-1357), fille de Démétrios Paléologue et a 5 enfants :
- Jean (1342-1380), sébastokrator et despote du Péloponnèse.
- Démétrios Cantacuzène (1343-1383), despote de Morée.
- Théodora, nonne à Constantinople.
- Hélène Asanina Cantacuzène (morte vers 1394) mariée à Louis Frédéric d'Aragon, comte de Malte et de Salona (mort en 1382).
- Marie, mariée en 1362 à Jean Lascaris Calophéros (mort en 1392 à Chypre).